# Wólka Tarnowska (województwo lubelskie)
Wólka Tarnowska – wieś w Polsce położona w województwie lubelskim, w powiecie chełmskim, w gminie Wierzbica.
W latach 1954–1959 Wólka Tarnowska była siedzibą Gromady. W latach 1975–1998 miejscowość należała administracyjnie do województwa chełmskiego. 
Wieś jest sołectwem w gminie Wierzbica. Według Narodowego Spisu Powszechnego (III 2011 r.) liczyła 489 mieszkańców i była trzecią co do wielkości miejscowością gminy.
Wierni Kościoła rzymskokatolickiego należą do parafii św. Stanisława w Wereszczynie lub do parafii Niepokalanego Serca NMP w Syczynie.

## Części wsi
| SIMC    | Nazwa           | Rodzaj    |
| ------- | --------------- | --------- |
| 1026993 | Brzeziny        | część wsi |
| 0109665 | Gliny           | część wsi |
| 0109671 | Maczuły         | część wsi |
| 0109688 | Wólka Tarnowska | osada     |